# Nhà thờ Đức Mẹ Vô nhiễm Nguyên tội ở Malacky
Nhà thờ Đức Mẹ Vô nhiễm Nguyên tội ở Malacky (tiếng Slovakia: Kostol Nepoškvrneného počatia Panny Márie v Malacky) là một nhà thờ Công giáo La Mã tọa lạc ở trung tâm thành phố Malacky, vùng Bratislava, Slovakia. Nhà thờ này là nhà thờ lớn nhất trong giáo xứ, nhưng không phải là nhà thờ giáo xứ vì trong giáo xứ có nhà thờ Chúa Ba Ngôi lâu đời hơn. Vào ngày 17 tháng 7 năm 1963, nhà thờ Đức Mẹ Vô nhiễm Nguyên tội ở Malacky được ghi danh vào Danh sách Di tích Trung ương theo quyết định của Bộ Văn hóa Cộng hòa Slovakia.

## Lịch sử
Nhà thờ này được xây dựng vào thế kỷ 17. Cụ thể, công cuộc xây dựng nhà thờ và tu viện bắt đầu vào năm 1647. Tu viện được hoàn thành vào năm 1652, và nhà thờ được hoàn thành vào một năm sau đó. Giám mục Tomáš Pálfi đã thánh hiến nhà thờ vào năm 1660.
Gian giữa của nhà thờ này được xây dựng theo phong cách kiến trúc Baroque. Trước năm 1928, các bức tường của nhà thờ chỉ được quét vôi trắng. Hoàng tử Nicholas Palfi đã cho sơn lại nhà thờ. Công việc sơn và tu sửa một phần nhà thờ do František Malovaný và các đồng nghiệp thực hiện.